# اتحاد أمريكي شمالي

خريطة توضح الاتحاد المفترض

الاتحاد الأمريكي الشمالي (بالإنجليزية: North American Union)‏ هو اتحاد إقليمي نظري يضم المكسيك وكندا والولايات المتحدة الأمريكية، ويحتمل تشابهه لبنية الاتحاد الأوروبي، يفترض اعتماده عملة موحدة يطلق عليها أميرو Amero أو الدولار الأمريكي الشمالي. وفي حين تم تداول فكرة إقامة هذا الاتحاد بين الدول الثلاث ونوقشت في الجامعات ومجال الأعمال والدوائر السياسية لعقود عديدة، يصرح المسؤولون في الحكومات الثلاث أنه لا توجد خطط لإقامة مثل هذا الاتحاد. كما مثلت فكرة تكوين الاتحاد للبعض مادة لنظرية مؤامرة.

## تاريخيًا
اقتُرحت العديد من مفاهيم الاتحاد بين كندا والمكسيك والولايات المتحدة الأمريكية منذ منتصف القرن التاسع عشر على الأقل، تضمنت بعضها منطقة البحر الكاريبي وأمريكا الوسطى ودول أمريكا الجنوبية، مثل مفهوم تكنيت لأمريكا الشمالية. بعد دخول اتفاقية التجارة الحرة لأمريكا الشمالية (نافتا) ومعاهدة ماستريخت حيز التنفيذ، كان هناك تكهنات حول تشكيل اتحاد أمريكا الشمالية -على غرار الاتحاد الأوروبي الذي أنشأته اتفاقية ماستريخت- باعتبارها خطوة مستقبلية محتملة للمنطقة. دعت العديد من مقترحات الاندماج القاري لأمريكا الشمالية إلى إنشاء اتحاد على غرار الاتحاد الأوروبي، على الرغم من دعوة العديد من المجموعات الأكاديمية والتجارية إلى تغييرات أقل دراماتيكية تنطوي على تشكيل اتحاد جمركي أو سوق مشتركة.
أثناء عمله مستشارًا لسياسات الحملة الرئاسية التي قام بها فيسنتي فوكس خلال الانتخابات العامة عام 2000 في المكسيك، تأثر خورخي كاستانيدا بأفكار الأكاديمي روبرت باستور بشأن تعميق التكامل في نافتا، شجع فوكس على تضمين سياسات تخص الاندماج باعتبارها جزءًا من حملته. قبل وبعد الانتخابات، ظهر فوكس في العديد من البرامج الإخبارية الأمريكية الداعية إلى مزيد من التكامل بما في ذلك خطة فتح الحدود بين الولايات المتحدة والمكسيك في غضون عشر سنوات. رأى البعض في الولايات المتحدة أن هذا الاقتراح الخاص بالحدود المفتوحة هو دعوة أو خطوة حتمية نحو «اتحاد أمريكا الشمالية» واستقبلوه بمزيج من الثناء والنقد، إذ اقترح النقاد مثل بات بوكانان أنه سيعني نهاية السيادة الأمريكية على المنطقة.
خلال مقابلة مع كوماندينغ هايتس: المعركة من أجل الاقتصاد العالمي في عام 2001 بعد أن انتُخب رئيسًا، قال فوكس إنه سعى مع الولايات المتحدة إلى «التقارب بين اقتصاديينا، والتقارب بين المتغيرات الأساسية والرئيسية للاقتصاد، وفي أسعار الفائدة، وفي دخل الناس، وفي الرواتب». واقترح أن هذا قد يستغرق 20 عامًا حتى يتحقق، لكن «التقارب» النهائي بين الولايات المتحدة والمكسيك سيسمح لهم «بمسح تلك الحدود، وفتحها من أجل التدفق الحر للمنتجات، والبضائع، ورأس المال وكذلك الناس». واستشهد فوكس بالنجاح الذي ادعى أن دول مثل جمهورية أيرلندا وإسبانيا حققته في تحديث اقتصادهما ورفع مستوى المعيشة لمواطنيهما من خلال الانضمام إلى ما يعرف الآن بالاتحاد الأوروبي. واقترح فيسنتي فوكس أيضًا خطة للرئيس الأمريكي جورج دبليو بوش ورئيس الوزراء الكندي جان كريتيان قال إنها ستنقل قارة أمريكا الشمالية نحو اتحاد اقتصادي قائم على غرار الاتحاد الأوروبي. رفض الرئيس بوش اقتراح فوكس، إذ زعم فوكس في وقت لاحق في كتابه «ثورة الأمل» أن البيت الأبيض أراد منه «التوقف عن إثارة الخلافات» بالحديث عن اتحاد أمريكا الشمالية.
في وقت لاحق في عام 2003 -وسط حملة من أجل مزيد من التكامل والمخاوف بشأن تأثير الأمن المتزايد على العلاقات التجارية بعد هجمات 11 سبتمبر عام 2001- نظم المجلس الكندي للرؤساء التنفيذيين، والمجلس الأمريكي للعلاقات الخارجية، والمجلس المكسيكي للعلاقات الخارجية، فريق العمل المستقل المعني بأمريكا الشمالية. قبل عدة أسابيع من اجتماع قادة أمريكا الشمالية في 23 مارس 2005، أصدرت فرقة العمل بيانًا صحفيًا وبيانًا من رؤساء فرق العمل يدعو إلى تعميق تكامل اتفاقية التجارة الحرة لأميركا الشمالية من أجل تشكيل مجموعة اقتصادية وأمنية في أمريكا الشمالية بحلول عام 2010.
تتضمن البرقية الدبلوماسية التي أصدرتها ويكيليكس في يناير 2005 نقاشًا دار في عام 2011 بين مسؤولي الحكومة الأمريكية حول أفضل نهج للتكامل في أمريكا الشمالية بناءً على تقييم للآراء الكندية. اقترحت البرقية «مبادرة أمريكا الشمالية» الجديدة التي ستعالج الأهداف في مجالي «الأمن» و«الرخاء» من خلال إجراءات تدريجية، قائلة إن مثل هذا الاقتراح سيحظى بأكبر دعم من صانعي السياسة الكنديين. ويشير إلى أن العديد من الاقتصاديين الكنديين دعموا الأهداف «الطموحة» مثل السوق الموحدة، مع دعم البعض للاتحاد النقدي، لكنهم اعتقدوا أن النهج التدريجي كان أكثر ملاءمة في ذلك الوقت. نقلت البرقية عن محافظ البنك المركزي الكندي قوله إن الاتحاد النقدي «قضية يجب النظر فيها بمجرد أن نحقق المزيد من التقدم نحو إنشاء سوق موحدة». ناقش روبرت هيلتز من ناشيونال بوست البرقية في يونيو عام 2011 إذ ناقش «العقبات الحائلة دون اندماج اقتصادات كندا والولايات المتحدة والمكسيك بطريقة مشابهة للاتحاد الأوروبي».
شُكلت بعد ذلك بشهرين في اجتماع شهر مارس لزعماء أمريكا الشمالية شراكة الأمن والازدهار لأمريكا الشمالية (إس بّي بّي). وقد وصفها قادة كندا والمكسيك والولايات المتحدة بأنها حوار من أجل توفير تعاون أكبر في القضايا الأمنية والاقتصادية. ردًا على مخاوف لاحقة، وُضع قسم على موقع المبادرة يوضح أن (إس بّي بّي) لم يكن اتفاقًا قانونيًا، وعدم سعي المبادرة «إلى إعادة كتابة أو إعادة التفاوض بشأن اتفاقية التجارة الحرة لأمريكا الشمالية (نافتا)، وأن الشراكة نفسها لا تحاول خلق قانون نافتا جديد».
نظر عدد من الأكاديميين والمسؤولين الحكوميين في ذلك الوقت إلى (إس بّي بّي) على أنها تنمو في أمريكا الشمالية نحو مزيد من التكامل.
في مايو 2005، نشرت فرقة العمل تقريرًا يشيد بمبادرة (إس بّي بّي) ويدفع إلى مزيد من التكامل الاقتصادي بحلول عام 2010. وكرروا دعوتهم إلى «إنشاء مجتمع اقتصادي وأمني في أمريكا الشمالية بحلول عام 2010، ستُحدد حدوده من خلال تعريفات خارجية مشتركة ومحيط أمني خارجي». في التقرير، قالت فرقة العمل إنه يجب ألا تعتمد جماعة أمريكا الشمالية -التي ستكون مشابهة للجماعة الأوروبية التي سبقت الاتحاد الأوروبي- على «الخطط الكبرى للكونفدرالية أو الاتحاد» ولم تقترح حكومة فوق وطنية أو عملة مشتركة. وشملت توصيات فرقة العمل تطوير سوق مشتركة لأمريكا الشمالية ومحيطًا أمنيًا (من بين أهداف مشتركة أخرى).
أُنهيت مبادرة (إس بّي بّي) رسميًا في أغسطس 2009 على الرغم من أن قمة قادة أمريكا الشمالية ومعظم مجموعات العمل المنشأة بموجب المبادرة ما تزال نشطة. رأى العديد من دعاة الاندماج أن (إس بّي بّي) غير كافية. أحد الانتقادات هو افتقار الحكومات إلى «رؤية ما قد تصبح عليه أمريكا الشمالية» وبالتالي فهي لا توفر السياق المناسب السامح للمبادرة بالتعامل مع الحواجز الحائلة دون اندماج أعمق.